# Vilioutchinsk
Ne doit pas être confondu avec Vilioutchik.
Vilioutchinsk (en russe : Вилючинск) est une ville fermée du kraï du Kamtchatka, en Russie. Sa population s'élevait à 22 473 habitants en 2022.

## Géographie
Vilioutchinsk est située au sud-ouest de la péninsule du Kamtchatka, sur la baie d'Avatcha, à 19 km — 54 km par la route — de Petropavlovsk-Kamtchatski.

## Histoire
L'origine de la ville remonte à 1938 et à la création d'une base de sous-marins dans la baie d'Avatcha.
En 1959, la décision de Nikita Khrouchtchev de lancer la quatrième expédition hydrographique soviétique dans le Pacifique donna un nouvel élan à son développement. Rybatchi devint la base des sous-marins nucléaires de la flotte du Pacifique.
Un décret du Soviet suprême de la République socialiste fédérative soviétique de Russie fonda la ville de Vilioutchinsk le 16 octobre 1968 en fusionnant :
- Rybatchi (en russe : Рыбачий), une base des sous-marins nucléaires ;
- Primorski (Приморский), une base de la flotte du Pacifique ;
- Seldevaïa (Сельдевая), un chantier naval de la flotte du Pacifique (судоремонтный завод Военно-Морского флота, Soudoremontny zavod Voïenno-Morskogo flota).

Jusqu'en 1970, la ville s'appela d'abord Soviet, puis Primorski (ou Petropavlovsk-Kamtchatski-50). Le 4 janvier 1994, elle fut renommée Vilioutchinsk, du nom d'un volcan voisin.
En 1973, fut inauguré un monument dédié aux sous-mariniers morts en service. Le 28 juillet 1996, un mémorial aux sous-mariniers morts au combat fut inauguré à Vilioutchinsk. Les noms des équipages des sous-marins L-16, K-129 et K-429 y sont inscrits sur des plaques de cuivre ou de granite.
Vilioutchinsk possède cinq crèches, des établissements d'enseignement primaires et secondaires, des écoles d'art et de musique, une filiale de l'école polytechnique du Kamtchatka à vocation professionnelle, un palais de la culture, sept bibliothèques (16 600 lecteurs inscrits), un musée d'histoire locale fondé en 1996, etc. Dans les années 1990, deux églises orthodoxes furent ouvertes et, en 2007, un complexe de fitness.

## Tendances politiques
| Scrutin             | 1er tour | 1er tour | 1er tour | 1er tour | 1er tour | 1er tour | 1er tour | 1er tour | 1er tour | 1er tour | 1er tour | 1er tour | 2d tour                  | 2d tour                  | 2d tour                  | 2d tour                  | 2d tour                  | 2d tour                  | 2d tour                  | 2d tour                  | 2d tour                  | 2d tour                  |
| Scrutin             | 1er      | 1er      | %        | 2e       | 2e       | %        | 3e       | 3e       | %        | 4e       | 4e       | %        | 1er                      | 1er                      | %                        | 2e                       | 2e                       | %                        | 3e                       | %                        | 4e                       | %                        |
| ------------------- | -------- | -------- | -------- | -------- | -------- | -------- | -------- | -------- | -------- | -------- | -------- | -------- | ------------------------ | ------------------------ | ------------------------ | ------------------------ | ------------------------ | ------------------------ | ------------------------ | ------------------------ | ------------------------ | ------------------------ |
| Présidentielle 2012 |          | ER       | 59,96    |          | KPRF     | 14,48    |          | LDPR     | 11,68    |          | SE       | 9,08     | Victoire au premier tour | Victoire au premier tour | Victoire au premier tour | Victoire au premier tour | Victoire au premier tour | Victoire au premier tour | Victoire au premier tour | Victoire au premier tour | Victoire au premier tour | Victoire au premier tour |
| Présidentielle 2018 |          | ER       | 67,24    |          | KPRF     | 20,48    |          | LDPR     | 7,99     |          | GRANI    | 1,04     | Victoire au premier tour | Victoire au premier tour | Victoire au premier tour | Victoire au premier tour | Victoire au premier tour | Victoire au premier tour | Victoire au premier tour | Victoire au premier tour | Victoire au premier tour | Victoire au premier tour |

## Population
Recensements (*) ou estimations de la population
| 1996   | 2000   | 2001   | 2002*  | 2003   | 2004   |
| ------ | ------ | ------ | ------ | ------ | ------ |
| 37 400 | 32 300 | 31 800 | 24 166 | 24 200 | 24 500 |

| 2005   | 2006   | 2007   | 2008   | 2009   | 2010*  |
| ------ | ------ | ------ | ------ | ------ | ------ |
| 24 605 | 24 434 | 24 532 | 24 908 | 25 204 | 22 905 |

| 2011   | 2012   | 2013   | 2014   | 2015   | 2016   |
| ------ | ------ | ------ | ------ | ------ | ------ |
| 22 900 | 22 486 | 21 965 | 21 602 | 21 748 | 21 763 |

| 2017   | 2018   | 2019   | 2020   | 2021   | 2022   |
| ------ | ------ | ------ | ------ | ------ | ------ |
| 21 942 | 21 973 | 21 979 | 22 522 | 22 223 | 22 473 |